# Braian Rizzo
Braian Bueno Rizzo (Rio Grande, 27 de janeiro de 1990), é um criador de conteúdo, youtuber, diretor, roteirista, escritor e podcaster brasileiro, fundador do podcast Eu Tava Lá, escritor do livro Eu (não) Tava Lá e popularmente conhecido como "Sommelier de Comidas Duvidosas".
Nascido e criado na cidade de Rio Grande, no extremo-sul do Rio Grande do Sul, Braian sempre foi interessado em escrever e produzir conteúdos humorísticos, o que culminou na criação de diversos sites e blogs, como o coletivo Duka7 (2013-2014), onde ao lado do músico Gui Toledo criava paródias musicais e clipes para o Youtube.
O sucesso do grupo veio principalmente através de um quadro onde utilizavam auto-tune e técnicas de edição para transformar vídeos de celebridades em música, como o caso da então Presidente Dilma Roussef, cantando o Show das Poderosas, da Anitta. A ascensão do Duka7 e a vontade de viver exclusivamente da criação de conteúdo para a Internet fez com que Rizzo se mudasse para a cidade de São Paulo, em janeiro de 2014.
Em setembro do mesmo ano, passou a integrar a equipe de criação do blog Não Salvo, onde em agosto de 2015, ajudou a criar o podcast Não Ouvo, que alcançou o 1º lugar no Top Podcasts da Apple Podcasts em 14 de maio de 2016 e desde então se manteve entre os podcasts de maior audiência do Brasil, vencendo na edição de 2020 o MTV Millenial Awards Brasil, na categoria Podcast Nosso de Cada Dia.
Em 2018, paralelo ao Não Ouvo, criou seu primeiro podcast solo, o Eu Tava Lá, que já no dia seguinte ao seu lançamento, atingiu o topo dos podcasts mais ouvidos do iTunes e permaneceu no Brazilian Podcast Charts por 101 dias, ao lado de grandes nomes como Nerdcast e Mamilos. Em maio de 2022 o podcast daria origem ao livro Eu (não) Tava Lá, onde Braian conta em primeira pessoa 30 grandes histórias que ouviu ao longo dos quase 5 anos de projeto.
Em 2021 durante sua participação no PodPah, Braian Rizzo falou pela primeira vez sobre seu desejo de produzir conteúdos relacionados à "gastronomia duvidosa" e citou seu primeiro vídeo do gênero, provando um "Temaki de Salmão com Leite Ninho", mas foi somente em 2022, após o surgimentos dos Miojos de brigadeiro e beijinho que Rizzo viralizou nas redes sociais com o apelido de "Sommelier de Comidas Duvidosas" dado pela jornalista Marcela Franco em matéria da Folha de S.Paulo e depois repercutido pelo Jornal da Band e pelo G1.
Em julho de 2020, Braian Rizzo alegou através de postagens em sua conta do Twitter  que o programa Esporte Espetacular, então apresentado por Bárbara Coelho e Lucas Gutierrez teria plagiado seu podcast no lançamento de um quadro chamado "Eu Estava Lá", que é uma marca registrada pela empresa de Rizzo, desde 2019.
Após entrar com uma notificação extra-judicial contra a Rede Globo e contar com uma ampla repercussão do caso na mídia tradicional, com destaque no Portal Metrópoles, sendo uma das matérias mais lidas da semana na coluna do jornalista Leo Dias, a emissora carioca tirou o quadro do ar e a situação se resolveu amistosamente com pedido público de desculpas do apresentador Lucas Gutierrez e a não mais apresentação do quadro pelo Esporte Espetacular da TV Globo.
1. ↑  «O sucesso do 'sommelier de comidas duvidosas' Braian Rizzo». Folha de S.Paulo. 18 de julho de 2022. Consultado em 17 de setembro de 2022
2. ↑  «Com foco na comilança desenfreada, vídeos de 'Mukbang' viram exemplo de distúrbio na relação com a comida». G1. 18 de julho de 2022. Consultado em 18 de julho de 2022
3. ↑  «Bolacha com bacon? Braian Rizzo viraliza na web com comidas duvidosas». Terra. 11 de abril de 2023. Consultado em 11 de abril de 2023
4. ↑  «Coletivo que fez Dilma 'cantar' Anitta faz sucesso no YouTube». 6 de setembro de 2013. Consultado em 16 de outubro de 2022
5. ↑  «DILMA ROUSSEFF CANTA #1 - SHOW DAS PODEROSAS». 26 de junho de 2013. Consultado em 17 de outubro de 2022
6. ↑  «Entrevista com Braian Rizzo ao podcast Falacadabra». 6 de abril de 2021. Consultado em 17 de setembro de 2022
7. ↑  «Gilberto Barros entra em polêmica sobre casamento gay: 'Minoria vencendo maioria'». Extra Globo. 28 de setembro de 2017. Consultado em 17 de setembro de 2022
8. ↑  «Gilberto Barros faz declarações polêmicas no Não Ouvo». Extra Globo. 4 de outubro de 2017. Consultado em 17 de setembro de 2022
9. ↑  http://www.itunescharts.net/bra/artists/podcast/nao-salvo/podcasts/nao-ouvo/
10. ↑  «Não Ouvo vence prêmio de podcast do ano em 2020». Hugo Gloss. 20 de agosto de 2020. Consultado em 17 de setembro de 2022
11. ↑  «Braian Rizzo: 'Eu tava lá' e a gente também». GShow. 27 de dezembro de 2019. Consultado em 17 de setembro de 2022
12. ↑  «iTunes Charts». 21 de março de 2018. Consultado em 17 de setembro de 2022
13. ↑  «Twitter». 22 de maio de 2019. Consultado em 17 de setembro de 2022
14. ↑  «Eu (não) Tava Lá - O Livro do podcast Eu Tava Lá». 2 de maio de 2022. Consultado em 17 de setembro de 2022
15. ↑  «A origem do livro do Eu Tava Lá, com Gabriela Gasparin». 2 de maio de 2022. Consultado em 17 de setembro de 2022
16. ↑  «Entrevista com Braian Rizzo no Podpah». 7 de julho de 2021. Consultado em 17 de setembro de 2022
17. ↑  «Braian prova temaki de salmão cru com leite ninho». 7 de julho de 2021. Consultado em 17 de setembro de 2022
18. ↑  «Do 'sushicha' ao lámen de pimenta, veja o que Braian Rizzo já provou». 18 de julho de 2022. Consultado em 17 de setembro de 2022
19. ↑  «Sommelier de Comidas Duvidosas no Jornal da Band». 22 de julho de 2022. Consultado em 17 de setembro de 2022
20. ↑  «Com foco na comilança desenfreada, vídeos de 'Mukbang' viram exemplo de distúrbio na relação com a comida». G1. 24 de julho de 2022. Consultado em 17 de setembro de 2022
21. ↑  «Braian Rizzo ironiza coincidência em nome e arte de programa da Globo». Twitter. Consultado em 17 de setembro de 2022
22. ↑  «Eu Tava Lá é uma marca registrada junto ao INPI». Instituto Nacional de Propriedade Industrial. Consultado em 17 de setembro de 2022
23. ↑  «Esporte Espetacular lança novo quadro "Eu Tava Lá" e web aponta como cópia de podcast». Virou Pauta. Consultado em 17 de setembro de 2022
24. ↑  «Globo tenta inovar com novo quadro e é acusada de plágio». Pleno News. Consultado em 17 de setembro de 2022
25. ↑  «Braian Rizzo conta o caso de plágio da Globo com o Eu Tava Là». Youtube. Consultado em 17 de setembro de 2022
26. ↑  «Globo copia na cara dura nome e marca de podcast no Esporte Espetacular». Coluna Léo Dias. Consultado em 17 de setembro de 2022
27. ↑  «Apresentador diz que foi mal entendido». Twitter. Consultado em 17 de setembro de 2022

- Braian Rizzo no Instagram
- Canal do Youtube
- Braian Rizzo no X
- Braian Rizzo no TikTok